# Luhanszkteplovoz

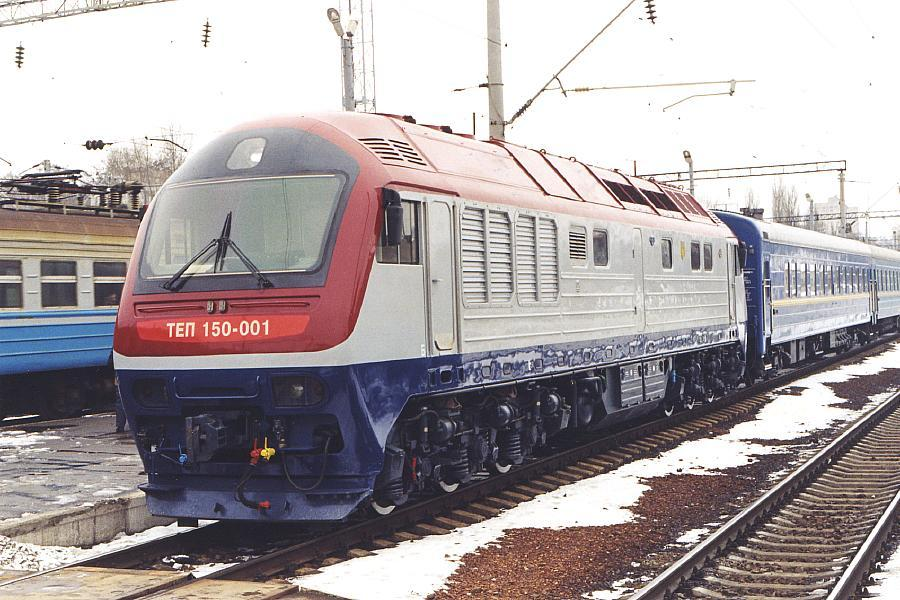
A TEP150 sorozatú dízel-villamos mozdony

A Luhanszkteplovoz (ukránul: Луганськтепловоз), korábban Luhanszki Dízelmozdonygyár (Луганський тепловозобудівний завод), vagy egyszerűen Luhanszki Mozdonygyár egy vasúti járműgyár volt a Kelet-Ukrajnában fekvő Luhanszk városában. Részvénytársasági formában működött. Főként dízelmozdonyokat és dízel-motorvonatokat gyártott, de a gyártmányai között a 2000-es években a villamosok és a villamos motorvonatok is megjelentek.
Az üzemet eredetileg 1896. május 3-án alapította Gustav Hartmann német iparos. Az első gőzmozdony elkészülte után Luganszki Gőzmozdonygyár (oroszul: Луганский паровозостроительный завод, ukránul: Луганський паровозобудівний завод) néven működött az üzem. 1970–1990 között Luganszk egyes szovjet időszakokban használt nevéből eredően Vorosilovgradi Dízelmozdonygyár volt a neve. A kelet-ukrajnai háború miatt a gyár 2015 márciusában leállt.

## Történelem

### Gőzmozdonyok
Az első, Od típusú gőzmozdony 1900-ban készült el Luhanszkban, majd követték az Ov, E, Z és B típusú gőzmozdonyok. 1928–1933 között az üzemet átépítették. 1931-ben jelent meg a mozdonygyár nagy teljesítményű tehervonati gőzmozdonya, az FD (Feliksz Dzerzsinyszkij) modell, majd 1936-ban a személyvonatokhoz szánt ISZ (Joszip Sztálin) típus.

### Dízelmozdonyok

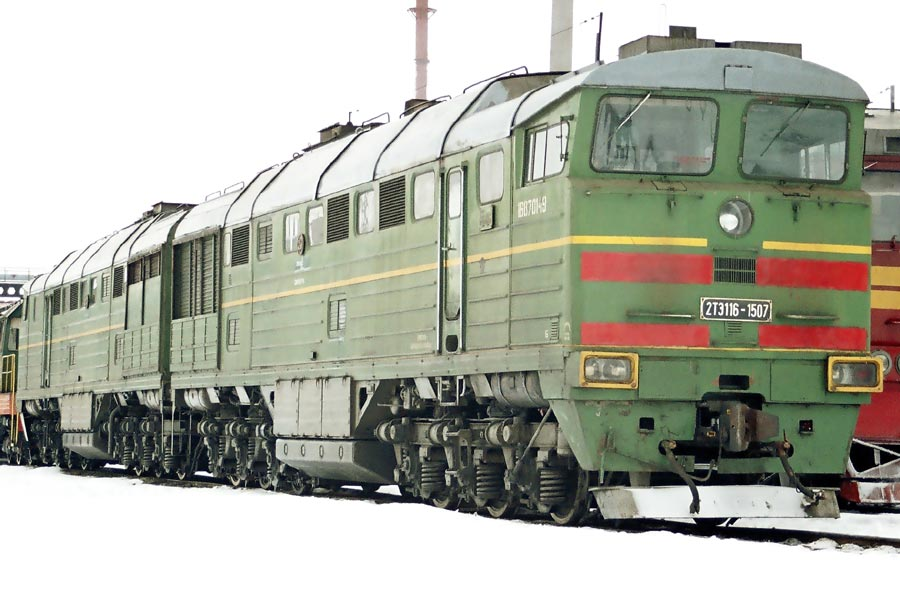
A Luhanszki Mozdonygyár 2TE116 típusú kétrészes dízel-villamos mozdonya

A második világháború kitörése után a üzem haditermelésre állt át, de a német csapatok hamarosan elfoglalták és részben elpusztították. A város visszafoglalása után, 1943-ban hozzákezdtek a mozdonygyár újjáépítéséhez. Az első háború utáni gőzmozdony, az SZO (Szergo Ordzsonikidze) típus 1945-ben készült el. A gőzmozdonyok gyártása egészen 1956-ig folyt Luhanszkban, addig az időpontig közel 12 000 db gőzmozdonyt gyártottak. Az utolsó ott gyártott gőzmozdonyok az L és LV típusok voltak. Ezt követően átálltak a dízelmozdonyok gyártására, és 1956. október 19-től az üzem elnevezése Luganszki Dízelmozdonygyár volt.
Az első Luhanszkban készült dízelmozdony, a TE3 típus tervei még Harkivban, a Malisev Gépgyárban készültek. 1956–1957 között már saját tervezésű dízelmozdonyt fejlesztettek ki, amelyből kisebb sorozat készült, és Indiába exportálták, ahol egy acélműben alkalmazták őket tolatómozdonyként. 1958–1962 között több hidraulikus erőátvitellel készült kísérleti típust – a TG101, TG102, TG105 és TG106 – is kifejlesztettek. 1962-től kezdték gyártani a szovjet vasutakon nagy mennyiségben alkalmazott kétszekciós dízelmozdonyt, a 2TE10L-t, majd ennek továbbfejlesztett változatait, a 2TE10V, 3TE10M, 2TE10M, 4TE10SZ és 2TE10U típusokat. 1965-re fejlesztette ki a gyár a MÁV M62 típusú dízel-villamos mozdonyt, amelyet kezdetben csak Magyarországra szállítottak. Később ez a típus 15 féle változatban, más-más típusjellel, megjelent a szovjet vasutakon is, valamint Kubában, Mongóliában, az NDK-ban és Lengyelországban. Ezt követte 1967-ben a TE109-es típus, amely később több más modellnek – a 07, 130, 131, 132, 142, TE114 és a kétrészes 2TE116-nak – lett az alapja. 1977-re készült el az újabb generáció első típusa, a 2×2893 kW (2×4000 Le) teljesítményű 2TE121. Az 1970-es évek végén egy nagyobb átépítésen és modernizáláson esett keresztül a gyár. Ekkor új üzemcsarnokokat építettek és új gyártóberendezéseket is telepítettek. Az 1980-as években a gyárban havonta 115–120 mozdony-egység készült el.

### Az 1991 utáni időszak
A Szovjetunió felbomlását követően szervezeti átalakulásokra került sor, a vállalatot részvénytársasággá alakították, neve Luhanszkteplovoz Rt.-re változott. A mozdonyokon kívül más vasúti járművek (személykocsik, speciális berendezések), valamint bányaipari gépek gyártását is elkezdték több más kelet-ukrajnai vállalattal együttműködve. 1998-ban készült el a vállalat első dízel motorvonata, a DEL–01, majd ezt követte a DEL–02 2003-ban. 2001-től pedig villamos motorvonatokat is kifejlesztettek, az egyenáramú EPL2T és a váltóáramú EPL9T típust. 1994 és 2003 között villamosokat (LT–10 és LT–15) is gyártott. A vállalat egyik legújabb fejlesztése az RZSD M62 sorozat utódjának szánt TEP150 típusú dízel-villamos mozdony.
A kelet-ukrajnai háború miatt a gyár termelése jelentősen visszaesett. 2014 augusztusától a gyár több üzemcsarnokát érte tüzérségi találat. A háborús helyzet miatt akadozott a részegységek beszállítása és a késztermékek elszállítása is, 2015 márciusában pedig teljesen beszüntette a tevékenységét a gyár. Azóta az üzemcsarnok egy részét kifosztották, a szerszámgépeket ellopták.